# Nelson G. Kraschel
Nelson George Kraschel (* 27. Oktober 1889 im Macon County, Illinois; † 15. März 1957 in Harlan, Iowa) war ein US-amerikanischer Politiker (Demokratische Partei) und von 1937 bis 1939 der 27. Gouverneur des Bundesstaates Iowa.

## Frühe Jahre und politischer Aufstieg
Kraschel, der auf einer Farm in der Nähe von Macon geboren wurde, besuchte die öffentlichen Schulen seiner Heimat. Im Jahr 1910 zog er nach Harlan in Iowa, wo er als Farmer und Viehauktionator tätig wurde. In diesem Beruf wurde er sehr erfolgreich. 1932 kandidierte der Demokrat Kraschel für das Amt des Vizegouverneurs von Iowa und wurde gewählt. Damit war er bis 1937 Stellvertreter von Gouverneur Clyde L. Herring.

## Gouverneur von Iowa
Im Jahr 1936 wurde er dann selbst zum Gouverneur gewählt und am 14. Januar 1937 in sein neues Amt eingeführt. Seine zweijährige Amtszeit verlief ohne besondere Höhepunkte. Erwähnenswert sind die Gründung eines sozialen Wohlfahrtsausschusses (social welfare board) und die erfolgreiche Schlichtung eines Streiks. Im Jahr 1938 strebte Kraschel eine zweite Amtszeit an, unterlag aber bei den Wahlen gegen George A. Wilson.

## Weiterer Lebenslauf
Im Jahr 1942 bewarb sich Kraschel nochmals vergeblich um das Amt des Gouverneurs. Kraschel war ein Anhänger von Präsident Franklin D. Roosevelt und dessen New-Deal-Politik. Zwischen 1943 und 1949 war er bei der Verwaltung der Anstalt zur Vergabe von Krediten an Farmer (Farm Credit Administration) angestellt. Danach zog er sich auf seine Farm zurück. Nelson Kraschel war mit Agnes Johnson verheiratet, mit der er drei Kinder hatte.